# Alalcomenea
Alalcomenea (in greco antico Ἀλαλκομενία) è un personaggio della mitologia greca, una delle tre figlie del re Ogige di Tebe, una polis della Beozia e situata a nord del Monte Citerone, che divide la Beozia dall'Attica e si trova ai limiti meridionali della pianura della Beozia.

## Mitologia
Con le sorelle Aulide e Telsinia, le tre donne sono note come Prassidiche, nutrici di Atena e dispensatrici della "giusta punizione".
Il luogo principale del suo culto era Aliarto in Beozia.
Come avveniva per altre divinità greche anche a lei venivano sacrificati anumali, ma solo le teste.

## Pareri secondari
Da lei prendeva il nome la fonte "Alalcomenia".

### Moderna
- Anna Ferrari, Dizionario di mitologia, Litopres, UTET, 2006, ISBN 88-02-07481-X.